# Guardia Estatal Serbia
La Guardia Estatal Serbia (serbocroata: Srpska državna straža o SDS, Српска државна стража, alemán: Serbische Staatsgarde) fue una fuerza paramilitar auxiliar cuya función fue la de imponer el orden y la ley a lo largo del Territorio del comandante militar en Serbia durante la ocupación militar alemana del Reino de Yugoslavia en el ámbito de la Segunda Guerra Mundial. Compuesta por dos antiguos regimientos de gendarmería yugoslavos, se creó con la aprobación de las autoridades militares alemanas y, durante un amplio período de tiempo, estuvo bajo el control del Líder Superior de las SS y la Policía en el territorio. El cuerpo también se conoció con el nombre de Nedićevci, puesto en honor del líder del gobierno serbio, por aquel entonces títere de la Alemania nazi, el general Milan Nedić, quien se hizo con el control de sus operaciones.
La Guardia asistió a los alemanes en la imposición de uno de los regímenes de ocupación más brutales en la Europa ocupada, además de ayudar a custodiar y ejecutar prisioneros del campo de concentración de Banjica, situado en Belgrado. Sus líderes y la mayoría de los miembros eran favorables al movimiento chetnik encabezado por Draža Mihajlović, por lo que en numerosas ocasiones recibieron escarmientos de parte de los alemanes. En octubre de 1944, al tiempo que el Ejército Rojo se acercaba a Belgrado, el control de la SDS pasó a manos de Mihajlović. No obstante, se desintegró rápidamente como consecuencia de la retirada hacia el oeste. Los británicos capturaron a un escaso número de miembros cerca de la frontera italo-yugoslava en mayo de 1945. 

## Historia

### Situación
Tras la invasión, ocupación y desmantelamiento de Yugoslavia por parte de las potencias del Eje en abril de 1941, la Wehrmacht estableció el Territorio del comandante militar en Serbia bajo el mando de un gobierno militar de ocupación. Dentro de los límites del territorio, se encontraban la mayoría de la propia Serbia, la parte norte de Kosovo —alrededor de Kosovska Mitrovica— y el Banato. Fue la única área del dividido Reino de Yugoslavia en la que los alemanes establecieron un gobierno militar, con el fin de explotar las importantes rutas ferroviarias y fluviales que la atravesaban, así como sus valiosos recursos, particularmente los metales no ferrosos. El comandante militar en Serbia encomendó al Gobierno títere serbio la tarea de «proseguir con las labores administrativas bajo la supervisión y dirección alemanas». El 29 de agosto de 1941, los alemanes crearon el Gobierno de Salvación Nacional de Serbia (serbocroata: Vlada Nacionalnog Spasa, Влада Националног Спаса), presidido por el general Milan Nedić, con el fin de reemplazar a la efímera Administración de Comisarios.

### Formación

Mapa del Territorio del comandante militar en Serbia. Los cinco batallones de la SDS tenían sus bases en Belgrado, Kraljevo, Niš, Valjevo y Zaječar.

Nedić creó la Guardia Estatal Serbia —SDS— sobre la base de un acuerdo al que llegó con el comandante militar alemán en Serbia, General der Artillerie —teniente general— Paul Bader y con el Líder Superior de las SS y la Policía en Serbia, SS-Obergruppenführer und Generalleutnant der Polizei —general de la policía de las SS— August Meyszner, con respecto al mantenimiento del orden y la ley en el territorio ocupado. La Guardia se formó en la práctica el 10 de febrero de 1942 con dos antiguos regimientos de gendarmería yugoslavos, Drinski y Dunavski, pero Nedić no emitió la ley que creaba el cuerpo de manera oficial hasta el 2 de marzo de ese mismo año. La SDS asumió el papel y las funciones de la gendarmería bajo el comando de Stevan Radovanović. Las fuentes difieren en relación con el número de miembros de la SDS. Los alemanes fijaron un número inicial de como máximo 17 000 componentes, pero la Guardia alcanzó rápidamente los 18 500. En un principio, la SDS incluía a cuatro grupos: la policía rural —poljska straža—, la municipal —gradska straža—, la guardia fronteriza —o limítrofe; granična straža— y la guardia pueblerina —seljačka straža—. El cuerpo se equipó con las armas y la munición capturadas por los alemanes en toda Europa, y se organizó como una gran fuerza estática dividida en cinco regiones —óblasts—: Belgrado, Kraljevo, Niš, Valjevo y Zaječar, con un batallón por región. Cada una de estas regiones, a su vez, estaba dividida en tres distritos —ókrugs—, cada uno de los cuales incluía una o varias compañías de la Guardia. Se creó también un brazo de la SDS para servir exclusivamente en Banato, que se conoció con el nombre de «Guardia Estatal de Banato». Este estuvo conformado por la minoría alemana de la región —o Volksdeutsche—, y en marzo de 1942 contaba con menos de un millar de miembros.
Nedić pretendía que la SDS no se ocupase únicamente del mantenimiento del orden y la ley y de la guardia de las fronteras, sino que también monitorizase las necesidades de la población y ofreciera asistencia y protección en parcelas tales como «el cuidado de la salud y la vida cultural, educativa y económica». La SDS era filomonárquica y los chetniks leales a Draža Mihajlović la infiltraron con rapidez. A pesar de cosechar varios éxitos en sus inicios, el bajo número de oficiales provocó que la Guardia no se convirtiera en una fuerza militar efectiva. Meyszner se hizo con el control total de la SDS tres días después de su formación, decisión a la que Nedić se opuso rotundamente.

### Operaciones
En colaboración con otras unidades militares y paramilitares, la SDS participó en una misión contra los partisanos que operaban en el Territorio. A finales de 1941, antes de la formación de la Guardia, la gendarmería serbia ya había colaborado en la Primera Ofensiva Antipartisana, liderada por Alemania, y que había conseguido expulsar tanto a los partisanos como a los chetniks del área de Užice. La SDS ejecutaba habitualmente a los partisanos capturados; asimismo, tomaba frecuentemente a personas como rehenes que después asesinaba en ciudades y pueblos. Entre las filas de la SDS también había miembros de la gendarmería que habían asistido a las tropas alemanas en el acorralamiento de rehenes, con el objetivo de ejecutarlos más tarde en Krajlevo y Kragujevac en octubre de 1941. Tres meses antes, en julio, se había abierto en los suburbios de Belgrado el campo de concentración de Banjica. En un principio, tanto la Gestapo como la SDS se encargaron de llevar a cabo la guardia del campo, pero, finalmente, esta responsabilidad recayó únicamente sobre la SDS, cuya actitud hacia los concentrados fue sádica y violenta. Los supervivientes al campo declararon que las ejecuciones las realizaron conjuntamente la Policía Especial de Belgrado y la Guardia Estatal Serbia, y que entre los ejecutados había niños. Un total de 3849 personas —3420 hombres y 429 mujeres— fueron ajusticiadas en el campo de concentración hasta su clausura el 3 de octubre de 1944. Con el paso del tiempo, la SDS fue perdiendo el respaldo de la población y pasó a ser bastante impopular. A pesar de su limitada independencia de actuación, la SDS participó activamente en el maltrato de judíos, gitanos y comunistas serbios, así como en el asesinato de las personas pertenecientes a esos grupos o la entrega de estas a los alemanes para su posterior ejecución. Asimismo, por iniciativa propia, sus miembros asesinaron a rehenes de la Gestapo y la Wehrmacht. La SDS también tuvo varios conflictos con otras formaciones colaboracionistas, especialmente el Cuerpo de Voluntarios Serbios —Srpski dobrovoljački korpus o SDK— de Dimitrije Ljotić y los chetniks Pećanac, leales al vaivoda Kosta Pećanac.
En marzo de 1942, Nedić propuso a los alemanes que el SDK y los chetniks Pećanac pasaran a formar parte de la SDS y que él tomara el control de la fuerza, pero esta idea fue firmemente rechazada. A mediados de ese mismo año, Meyszner designó a Dragomir Jovanović, el alcalde de la capital y jefe de la policía aceptado por Alemania, como responsable de la seguridad estatal serbia, lo que le otorgaba funciones relacionadas con la SDS. Sin embargo, Alemania consideraba que Radovanović era un simpatizante de Mihajlović, por lo que, en junio de 1942, el coronel Borivoje Jonić, hermano de Velibor Jonić, ministro de Educación de Nedić, lo reemplazó en el puesto. A fecha de julio de 1942, la SDS contaba con entre quince y veinte mil miembros. En agosto y septiembre de 1942, Nedić volvió a intentar hacerse con la dirección de la Guardia y, ante la nueva negativa alemana, presentó su dimisión. Nedić ya había amenazado con dimitir en varias ocasiones previamente y por razones similares, pero en esta ocasión los alemanes se lo tomaron en serio y le ofrecieron una audiencia con Adolf Hitler. Esta oferta le llevó a cambiar de opinión y mantenerse en su puesto. En octubre de 1942, la guardia fronteriza le fue transferida al Ministerio de Finanzas. También en 1942, la Gestapo arrestó a varios oficiales de la SDS, sospechosos de estar relacionados con Mihajlović. Asimismo, a finales de 1942, Alemania llevó a cabo un proceso de depuración de la SDS en un intento de eliminar a todos aquellos que simpatizasen con Mihajlović. Uno de los superiores arrestados por la Gestapo durante la purga fue el teniente coronel Milan Kalabić, prefecto de Požarevac, y padre del comandante de una de las unidades de Mihajlović, Nikola Kalabić. El mayor de los Kalabić había estado filtrando información, armas y munición a los chetniks de Mihajlović. Milan Kalabić fue ejecutado junto con otros comandantes y miembros de los chetniks en octubre de 1943.

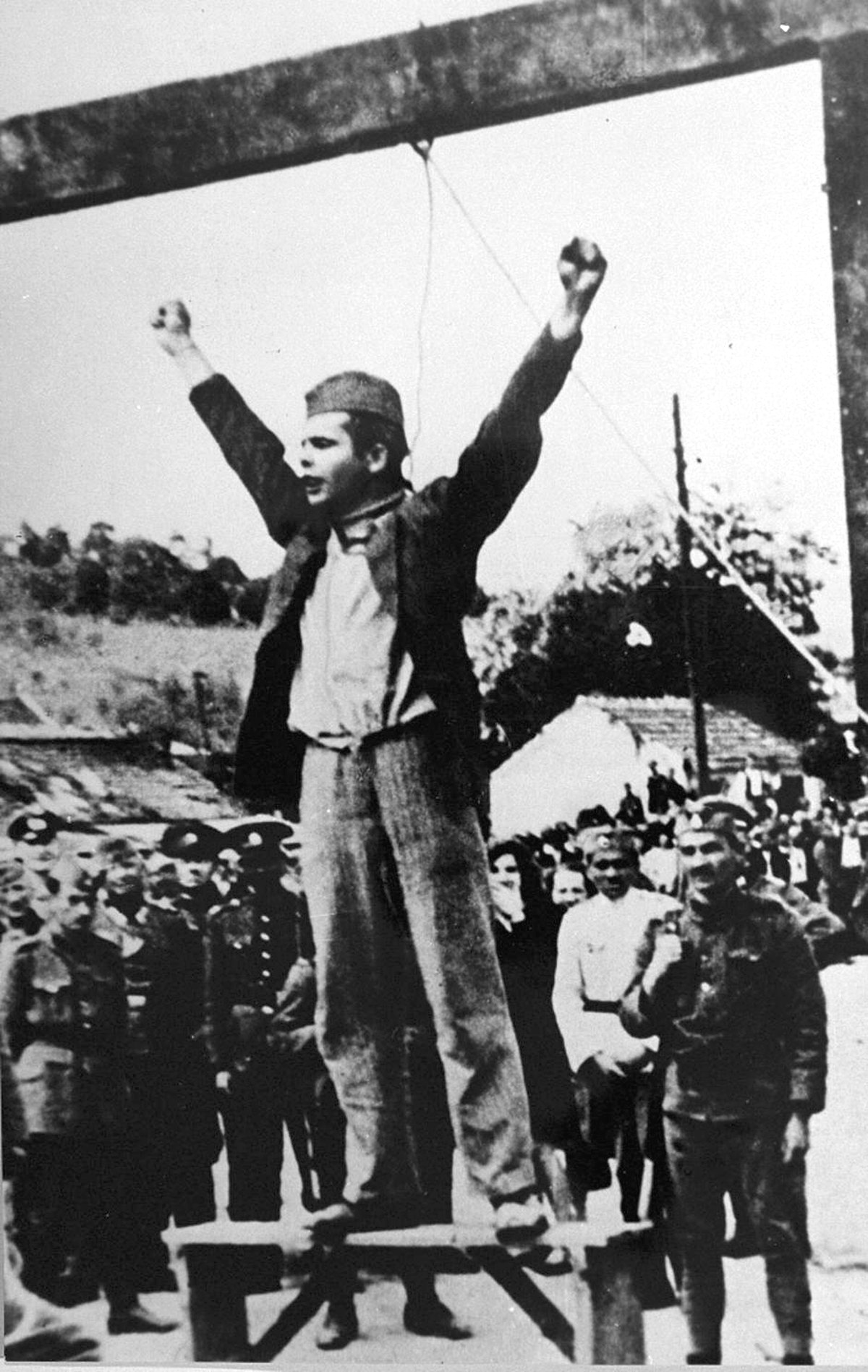
El partisano Stjepan «Stevo» Filipović gritando «¡Muerte al fascismo, libertad al pueblo!» segundos antes de su ejecución a manos de una unidad de la Guardia Estatal Serbia en Valjevo el 22 de mayo de 1942.

Hacia 1943, la mayoría de los miembros de la SDS era favorable a los chetniks de Mihajlović y muchas unidades de la Guardias eran «desarmadas» regularmente por ellos. En ocasiones, incluso fingieron batallas para poder entregarles armas y munición, de las que las fuerzas de Mihajlović estaban muy necesitadas. Jovanović le proporcionó asistencia financiera a Mihajlović con sus propios fondos. En abril de 1943, los comandantes alemanes alabaron a varias unidades de la SDS por su actuación contra los partisanos cerca de Bijeljina, al este de Bosnia. Dos meses más tarde, los alemanes alinearon y ejecutaron a 1139 civiles serbios por su supuesta colaboración con los partisanos resurgentes. La SDS estuvo envuelta en estos crímenes, así como en la comisión de atrocidades a civiles serbios a lo largo del año 1943. Tras muchos retrasos, Nedić tuvo un encuentro con Hitler en Berlín y este le prometió que le concedería el mando de la SDS y el SDK. Nada más regresar a Belgrado, Nedić pidió reunirse con el comandante militar en Serbia, General der Infanterie Hans Felber, para organizar la transferencia de la dirección de los cuerpos, pero Felber le advirtió de que no había recibido órdenes para hacer eso. Hasta el 2 de noviembre de 1943, Nedić no se hizo con el control de la SDS y el SDK. A finales de 1943, la SDS alcanzó el número máximo de miembros, 36 716. Para febrero de 1944, la SDS comenzó a evitar cualquier tipo de confrontación con los chetniks de Mihajlović.
Ya en verano de 1944, el número de miembros de la SDS descendió hasta los 24 000-25 000. Con el regreso de los partisanos a Serbia, la SDS comenzó a sufrir importantes bajas. Por ejemplo, entre el 15 de marzo y el 15 de agosto de 1944, la Guardia perdió 290 hombres —157 fallecidos, 107 heridos y 26 desaparecidos—. En agosto de ese mismo año, las unidades de la SDS comenzaron a aceptar la propuesta de Mihajlović, que consistía en la movilización mediante la deserción a sus chetniks.

### Disolución y captura
Tres días después de la caída del régimen de Nedić, acaecida el 6 de octubre de 1944, Felber transfirió el comando de la SDS al general Miodrag Damjanovič, el jefe de la secretaría de Nedić y unos de los principales confidentes de Mihajlović dentro de la administración de Nedić. Damjanovič se puso, junto con las seis mil quinientas tropas de la SDS restantes, inmediatamente a las órdenes de Mihajlović. La Guardia Estatal Serbia pasó a conocerse como Cuerpos de Choque Serbios —Srpski udarni korpus o SUK— del Ejército Yugoslavo en la Patria, una vez más al mando de Radovanović. Además, se unió a la retirada de otras formaciones chétnik hacia la región de Sandžak y después hacia el noreste de Bosnia. Este acuerdo resultó en una difícil alianza que comenzó a desintegrarse a causa de las presiones de la retirada.
Los SUK trataron durante los últimos días de diciembre de 1944 y junto con otras formaciones chétnik de capturar la ciudad de Tuzla, situada en el noreste de Bosnia y bajo control partisano. No obstante, la operación fracasó. Este fracaso, unido a las recriminaciones mutuas entre los chetniks de Mihajlović y los SUK, dio pie a la desintegración del segundo cuerpo. Hacia mediados de 1945, cinco mil antiguos miembros de la SDS habían vuelto a unirse a los alemanes y algunos habían regresado a Serbia para aprovecharse de la amnistía de Josip Broz Tito. Muchos de ellos fueron transportados a Austria, donde participaron en batallones de trabajo bajo la dirección de la Organización Todt; sin embargo, a otros mil quinientos se les permitió trasladarse a Liubliana, ciudad en la que podrían unirse a otras fuerzas colaboracionistas, tales como el SDK o las formaciones chétnik de Momčilo Đujić o Dobroslav Jevđević. Mihajlović no estaba preocupado por su partida y llegó a calificar a las antiguas tropas de la SDS como «las peores del mundo».
Los miembros remanentes de la SDS, los SUK y los chetniks de Mihajlović quedaron bajo el comando total de Damjanovič y como parte de la División Šumadija. Estos chetniks habían estado bajo el control de las SS desde el 12 de diciembre de 1944. Esta división cruzó el río Soča y se rindió ante los británicos cerca de la frontera italo-yugoslava el 5 de mayo de 1945. Fueron internados como prisioneros de guerra y, excepto unos pocos oficiales, no sufrieron la repatriación a Yugoslavia para enfrentarse a un juicio.

### Citas
1. 1 2 3 4 5 6  Cohen, 1996, p. 39.
2. ↑  Hehn, 1971, p. 350.
3. ↑  Pavlowitch, 2002, p. 141.
4. ↑  Tomasevich, 2001, pp. 63-64.
5. ↑  Tomasevich, 2001, p. 64.
6. ↑  Tomasevich, 2001, p. 177.
7. ↑  Tomasevich, 2001, p. 179.
8. ↑  Tomasevich, 1975, p. 111.
9. 1 2  Singleton, 1985, p. 182.
10. 1 2 3 4  Thomas y Mikulan, 1995, p. 21.
11. 1 2 3  Ramet y Lazić, 2011, p. 24.
12. ↑  Tomasevich, 2001, p. 183.
13. ↑  Tomasevich, 2001, p. 206.
14. ↑  Antić, 2012, p. 22.
15. ↑  Tomasevich, 1975, p. 110.
16. ↑  Pavlowitch, 2008, p. 58.
17. ↑  Tomasevich, 2001, pp. 109-110.
18. ↑  Pavlowitch, 2008, p. 63.
19. 1 2  Ramet, 2006, p. 130.
20. ↑  Antić, 2012, p. 31.
21. ↑  Haskin, 2006, p. 29.
22. ↑  Ramet, 2006, p. 131.
23. ↑  Ramet y Lazić, 2011, p. 29.
24. ↑  Antić, 2012, p. 18.
25. ↑  Antić, 2012, pp. 32-34.
26. ↑  Ramet y Lazić, 2011, pp. 29-30.
27. ↑  Macdonald, 2001, p. 135.
28. 1 2  Ramet y Lazić, 2011, pp. 32-33.
29. ↑  Ramet y Lazić, 2011, pp. 24-25.
30. ↑  Pavlowitch, 2008, pp. 98-99.
31. 1 2  Tomasevich, 2001, p. 215.
32. ↑  Pavlowitch, 2008, pp. 185, 199.
33. ↑  Pavlowitch, 2008, pp. 96, 97, 183.
34. ↑  Tomasevich, 2001, p. 216.
35. ↑  Cohen, 1996, p. 40.
36. ↑  Cohen, 1996, p. 57.
37. ↑  Ramet y Lazić, 2011, p. 37.
38. ↑  Ramet y Lazić, 2011, pp. 33-34.
39. ↑  Pavlowitch, 2008, p. 228.
40. ↑  Tomasevich, 1975, p. 344.
41. ↑  Pavlowitch, 2008, pp. 231-232.
42. 1 2 3  Tomasevich, 1975, p. 421.
43. ↑  Tomasevich, 1975, pp. 435-436.
44. ↑  Cohen, 1996, p. 60.
45. ↑  Pavlowitch, 2008, p. 265.

### Libros
- Antić, Ana (2012). «Police Force Under Occupation: Serbian State Guard and Volunteers' Corps in the Holocaust».  En Horowitz, Sara R., ed. Back to the Sources: Re-examining Perpetrators, Victims and Bystanders (en inglés). Evanston: Northwestern University Press. pp. 13-36. ISBN 978-0-8101-2862-0.
- Cohen, Philip J. (1996). Serbia's Secret War: Propaganda and the Deceit of History (en inglés). College Station: Texas A&M University Press. ISBN 978-0-89096-760-7.
- Haskin, Jeanne M. (2006). Bosnia and Beyond: The "Quiet" Revolution That Wouldn't Go Quietly (en inglés). New York: Algora Publishing. ISBN 978-0-87586-428-0.
- Macdonald, David Bruce (2001). Balkan Holocausts? (en inglés). Mánchester: Manchester University Press. ISBN 978-0-71906-467-8.
- Pavlowitch, Stevan K. (2002). Serbia: The History Behind the Name (en inglés). London: C. Hurst & Co. Publishers. ISBN 978-1-85065-476-6.
- — (2008). Hitler's New Disorder: The Second World War in Yugoslavia (en inglés). New York: Columbia University Press. ISBN 978-1-85065-895-5.
- Ramet, Sabrina P. (2006). The Three Yugoslavias: State-Building and Legitimation, 1918–2005 (en inglés). Bloomington: Indiana University Press. ISBN 978-0-253-34656-8.
- —; Lazić, Sladjana (2011). «The Collaborationist Regime of Milan Nedić».  En Ramet, Sabrina P.; Listhaug, Ola, eds. Serbia and the Serbs in World War Two (en inglés). London: Palgrave Macmillan. pp. 17-43. ISBN 0230278302.
- Singleton, Fred (1985). A Short History of the Yugoslav Peoples (en inglés). Cambridge University Press. ISBN 978-0-52127-485-2.
- Thomas, Nigel; Mikulan, Krunoslav (1995). Axis Forces in Yugoslavia 1941–45 (en inglés). New York: Osprey Publishing. ISBN 978-1-85532-473-2. Archivado desde el original el 25 de marzo de 2016. Consultado el 4 de septiembre de 2014.
- —; Abbott, Peter (2010). Partisan Warfare 1941–45 (en inglés). Wellingborough: Osprey Publishing. ISBN 978-0-85045-513-7.
- Tomasevich, Jozo (1975). War and Revolution in Yugoslavia, 1941–1945: The Chetniks (en inglés). Stanford: Stanford University Press. ISBN 978-0-8047-0857-9.
- — (2001). War and Revolution in Yugoslavia, 1941–1945: Occupation and Collaboration (en inglés). Stanford: Stanford University Press. ISBN 978-0-80473-615-2.

### Otras publicaciones
- Hehn, Paul N. (1971). Serbia, Croatia and Germany 1941–1945: Civil War and Revolution in the Balkans (en inglés) 13 (4). University of Alberta. pp. 344-373.
- Stambolija, Nebojša (2011). 'Glasnik srpske državne straže' - opšte informacije i tematska analiza sadržaja (en serbo-croata) 29 (1). Istorija 20. veka. pp. 141-150.